# Hedychium malayanum
Hedychium malayanum là một loài thực vật có hoa trong họ Gừng. Loài này được Ridl. ex Burkill & Holttum mô tả khoa học đầu tiên năm 1923.